# Плачковці
Пла́чковці (болг. Плачковци) — місто в Габровській області Болгарії. Входить до складу общини Трявна.

## Населення
За даними перепису населення 2011 року у місті проживали 1796 осіб.
Національний склад населення міста:
| Національність   | Кількість осіб | Відсоток |
| ---------------- | -------------- | -------- |
| болгари          | 1695           | 98,7%    |
| цигани           | 6              | 0,3%     |
| турки            | 4              | 0,2%     |
| інша             | 9              | 0,5%     |
| не визначились   | 3              | 0,2%     |
| Всього відповіли | 1717           |          |

Розподіл населення за віком у 2011 році:
Динаміка населення: